# محمد بن الذيب
محمد بن راشد بن حسن بن ناصر بن الذيب ال ضاعن العجمي، شاعر قطري.

## قصيدة الياسمين
تضمنت قصيدة الياسمين، التي أشاد فيها بالثورة التونسية، وانتفاضات الشعوب في كثير من الدول، فيما بات يُعرف بـ«الربيع العربي»، وانتقادات لأمير قطر، الشيخ حمد بن خليفة آل ثاني آنذاك.

## سجنه
حكم عليه بالسجن المؤبد 25 سنة وبعد استئناف الحكم أصبحت 15 سنة لنقده النظام القطري، اُعتقل عام 2011 بتهمة التحريض على الثورة والإطاحة بنظام الحكم في قطر، بعد نشر قصيدة «الياسمين»، والتي وجه فيها انتقادات شديدة للأنظمة العربية وخصوصًا نظام بلاده، قائلاً: كلنا تونس بوجه النخبة القمعية.

### ردود الفعل
- منظمة العفو الدولية: انتقدت الحكم ووصفته ب«الحكم الفاضح». كما أكدت، في بيان أصدرته الجمعة، بعد ساعات على صدور قرار المحكمة، أن الحكم يُعتبر «اعتداءً صارخاً على حرية التعبير.» وقال فيليب لوثر، مدير قسم الشرق الأوسط وشمال أفريقيا في منظمة العفو الدولية، إنه «من المؤسف أن قطر، التي تسعى للظهور على الصعيد الدولي بمظهر الدولة التي تعزز الحق في حرية التعبير، تمارس فعلياً ما يبدو أنه انتهاك صارخ لهذا الحق.»[1]
- نجيب النعيمي وزير العدل القطري السابق انتقد الحكم ووصفه بأنه «إخفاق للعدالة».[1]
- اللجنة الدولية لإطلاق سراح الشاعر القطري محمد بن الذيب العجمي من زنازين دكتاتور الدوحة: المرتبطة بمجلس حقوق الإنسان التابع للأمم المتحدة في جنيف، تأسست بتاريخ 22 أكتوبر 2013. شارك في تأسيس اللجنة شخصيات حقوقية وفنية وإبداعية عربية وأجنبية، وترأسها المفكر والباحث التونسي رياض الصيداوي.[2]

### خروجه من السجن
خرج محمد بن ذيب العجمي من السجن بعفو من الشيخ تميم بن حمد أمير قطر بعد شفاعة الشيخ خالد بن راكان بن ضيدان بن حثلين شيخ شمل قبيلة العجمان الثلاثاء بتاريخ 15/3/2016 الموافق 6/6/1437.